# Апостолі Василь Григорович
Василь Григорович Апостолі (рос. дореф. Василій Григоріевъ Апостоли; 1801 — після 1860) — російський кораблебудівник грецького походження XIX століття, підполковник корпусу корабельних інженерів, що збудував 11 вітрильних суден у Миколаївському адміралтействі для Російського імператорського флоту. Засновник династії морських офіцерів, член Вченого кораблебудівного комітету Чорноморського флоту, після виходу у відставку — інспектор міських робіт і гідротехнік в Одесі.

## Життєпис
Народився 1801 року в грецькій родині, яка з другої половини XVIII століття проживала в Російські імперії.
У 1815 році почав службу штурманським учнем у кораблебудівному відділенні Миколаївської штурманської роти. Випущений помічником штурмана 14-го класу, згодом служив креслярем у Депо карт і книг гідрографічної служби Чорноморського флоту. 
У травні 1826 року, за рішенням командувача Чорноморського флоту адмірала О. С. Грейга, штурманського помічника 14-го класу Апостолі, разом з іншими молодими флотськими офіцерами, зокрема О. С. Акімовим і С. І. Чернявським, відібрали кандидатом для відправки на стажування в Англію для навчання кораблебудуванню. Разом із п'ятьма кандидатами він був прикріплений до штурманської роти для вивчення англійської мови, яку викладав помічник корабельного майстра О. М. Мелетін. 28 грудня 1826 року Апостолі відплив на навчання з Одеси до Лондона на англійському купецькому судні.
Перебуваючи в Англії, учні регулярно надсилали до Миколаєва звіти про свою діяльність, з яких видно, що власне повноцінне навчання розпочалося лише на третьому році їхнього перебування за кордоном, коли було подолано мовний і термінологічний бар'єри. Розуміючи, що почався найплідніший період перебування за кордоном, Грейг клопотав перед морським керівництвом про продовження терміну відрядження Апостолі, Акімова і Чернявського ще на два роки. Микола I дав згоду на їх подальше дворічне перебування в Англії, стажування в якій тривало до 1832 року.
Після повернення Апостолі у 1832 році, як іспит адмірал О. С. Грейг доручив йому побудувати 22-гарматний корвет «Іфігенія» і два боти. 6 вересня 1833 року корвет був закладений у Миколаївському адміралтействі, а 30 травня 1834 року спущений на воду. Того ж року Апостолі був проведений у капітани корпусу корабельних інженерів.
1 лютого 1835 року в Миколаївському адміралтействі Апостолі заклав 84-гарматний лінійний корабель «Султан Махмуд» — головне судно в серії однойменного типу, прототипом для якого послужив 84-гарматний лінійний корабель «Силістрія». Спущений на воду 31 жовтня 1836 року, «Султан Махмуд» брав участь у створенні Кавказької укріпленої берегової лінії в 1838—1840 роках.
28 серпня 1838 року Апостолі заклав лінійний корабель «Селафиїл» — ще один 84-гарматний типу «Султан Махмуд». Спущений на воду 10 липня 1840 року, корабель брав участь у Кримській війні 1853—1856 років. У день спуску «Селафиїла» Апостолі закладено 60-гарматний фрегат «Мідія», спущений на воду 17 вересня 1843 року.
Протягом своєї служби Апостолі також збудував три канонерських човни, два підвізні і два річкові боти. Наприкінці своєї кар'єри підполковник корпусу корабельних інженерів Апостолі був членом Вченого кораблебудівного комітету. У Миколаєві сім'я Апостолі жила у власному будинку, розташованому на території будинку Головного командира Чорноморським флотом. У 1845 році Апостолі вийшов у відставку і переїхав до Одеси, де протягом року служив інспектором міських робіт, а з 1846 року обіймав посаду гідротехніка в Одеському порту. Помер після 1860 року.

## Сім'я
Василь Григорович Апостолів став засновником династії морських офіцерів російського флоту. Його син Микола (1836—1868) був морським офіцером і служив на кораблях Чорноморського флоту. Під час Кримської війни 1853—1856 років юнкером брав участь в обороні Севастополя.
Онук Василя Григоровича — Микола Миколайович (1861—1937), рано залишився круглим сиротою після смерті батьків і був взятий на виховання до сім'ї адмірала Г. І. Бутакова, дружиною якого була рідна тітка Миколи Васильовича Апостолі. Микола Миколайович став військовим офіцером, капітаном 1-го рангу, засновником морської фотографії в Російській імперії і займався видавництвом поштових листівок.
Правнук Василя Григоровича, Борис Миколайович (1897—1965), став капітаном 1-го рангу, обіймав посаду начальника Чорноморського вищого військово-морського училища в Севастополі, а згодом начальника Бакинського військово-морського підготовчого училища Військово-морських сил СРСР.